# إلورين
إلورين هي مدينة، في نيجيريا، تقع في Ilorin East ‏، وIlorin South ‏، وIlorin West ‏، هي عاصمة ولاية كوارة، بلغ عدد سكانها 847,582 نسمة وذلك حسب إحصائيات سنة 2007، تبلغ مساحتها 765 كيلومتر مربع، رمزها البريدي هو 240001.

## المناخ
يظهر الجدول التالي التغييرات المناخية على مدار السنة لإلورين:
| البيانات المناخية لـإلورين                    | البيانات المناخية لـإلورين | البيانات المناخية لـإلورين | البيانات المناخية لـإلورين | البيانات المناخية لـإلورين | البيانات المناخية لـإلورين | البيانات المناخية لـإلورين | البيانات المناخية لـإلورين | البيانات المناخية لـإلورين | البيانات المناخية لـإلورين | البيانات المناخية لـإلورين | البيانات المناخية لـإلورين | البيانات المناخية لـإلورين | البيانات المناخية لـإلورين |
| الشهر                                         | يناير                      | فبراير                     | مارس                       | أبريل                      | مايو                       | يونيو                      | يوليو                      | أغسطس                      | سبتمبر                     | أكتوبر                     | نوفمبر                     | ديسمبر                     | المعدل السنوي              |
| --------------------------------------------- | -------------------------- | -------------------------- | -------------------------- | -------------------------- | -------------------------- | -------------------------- | -------------------------- | -------------------------- | -------------------------- | -------------------------- | -------------------------- | -------------------------- | -------------------------- |
| متوسط درجة الحرارة الكبرى °م (°ف)             | 33.7 (92.7)                | 35.8 (96.4)                | 35.9 (96.6)                | 34.2 (93.6)                | 32.6 (90.7)                | 30.9 (87.6)                | 29.2 (84.6)                | 28.8 (83.8)                | 29.8 (85.6)                | 31.3 (88.3)                | 33.6 (92.5)                | 33.6 (92.5)                | 32.5 (90.5)                |
| المتوسط اليومي °م (°ف)                        | 26.0 (78.8)                | 28.1 (82.6)                | 28.3 (82.9)                | 28.1 (82.6)                | 27.0 (80.6)                | 25.5 (77.9)                | 24.5 (76.1)                | 24.5 (76.1)                | 24.6 (76.3)                | 25.6 (78.1)                | 26.2 (79.2)                | 25.7 (78.3)                | 26.2 (79.2)                |
| متوسط درجة الحرارة الصغرى °م (°ف)             | 19.0 (66.2)                | 21.6 (70.9)                | 23.2 (73.8)                | 23.1 (73.6)                | 22.5 (72.5)                | 21.6 (70.9)                | 21.3 (70.3)                | 21.2 (70.2)                | 21.1 (70.0)                | 21.3 (70.3)                | 20.2 (68.4)                | 18.7 (65.7)                | 21.2 (70.2)                |
| معدل هطول الأمطار مم (إنش)                    | 6.2 (0.24)                 | 18.2 (0.72)                | 57.4 (2.26)                | 107.1 (4.22)               | 151.6 (5.97)               | 189.0 (7.44)               | 149.1 (5.87)               | 152.9 (6.02)               | 211.1 (8.31)               | 130.2 (5.13)               | 4.6 (0.18)                 | 7.6 (0.30)                 | 1٬185 (46.65)              |
| متوسط الأيام الممطرة (≥ 1.0 mm)               | 0.4                        | 1.1                        | 3.9                        | 7.5                        | 10.4                       | 13.0                       | 12.0                       | 10.9                       | 16.4                       | 10.4                       | 1.3                        | 0.5                        | 87.8                       |
| متوسط الرطوبة النسبية (%) (at {{{time day}}}) | 29.2                       | 29.0                       | 37.3                       | 51.1                       | 59.7                       | 65.9                       | 69.3                       | 70.2                       | 68.6                       | 61.5                       | 39.4                       | 32.6                       | 51.1                       |
| ساعات سطوع الشمس الشهرية                      | 210.8                      | 210.0                      | 217.0                      | 204.0                      | 220.1                      | 189.0                      | 136.4                      | 117.8                      | 132.0                      | 195.3                      | 222.0                      | 226.3                      | 2٬280٫7                    |
| ساعات سطوع الشمس اليومية                      | 6.8                        | 7.5                        | 7.0                        | 6.8                        | 7.1                        | 6.3                        | 4.4                        | 3.8                        | 4.4                        | 6.3                        | 7.4                        | 7.3                        | 6.3                        |
| المصدر: NOAA                                  |                            |                            |                            |                            |                            |                            |                            |                            |                            |                            |                            |                            |                            |

## أعلام
- ثومبسون أوليها
- جوون أوشانيوا
- تايوو أيونيي
- إيسياكا أولاوالي
- تشوكووما أكابويزي